# توماس ارواس
توماس ارواس (انگلیسی: Tomás Hervás؛ زادهٔ ۲۵ نوامبر ۱۹۷۰) بازیکن فوتبال اهل اسپانیا است.
از باشگاه‌هایی که در آن بازی کرده‌است می‌توان به باشگاه فوتبال لاس پالماس، باشگاه فوتبال اسپورتینگ خیخون، باشگاه فوتبال سلتاویگو، و باشگاه فوتبال سویا اشاره کرد.
وی همچنین در تیم ملی فوتبال زیر ۲۱ سال اسپانیا بازی کرده‌است.